# Rafflesia lawangensis
Rafflesia lawangensis är en tvåhjärtbladig växtart som beskrevs av Mat-salleh, Mahyuni och Susatya. Rafflesia lawangensis ingår i släktet Rafflesia, och familjen Rafflesiaceae. Inga underarter finns listade i Catalogue of Life.